# Kiselsyragel

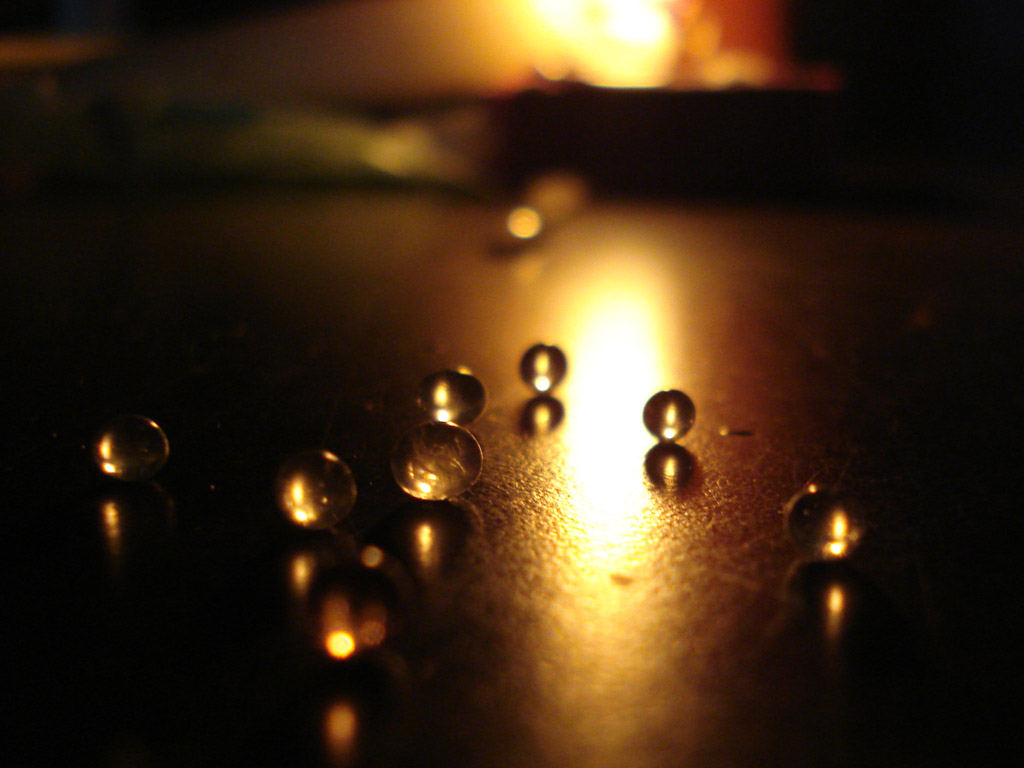
Kiselsyragel

Kiselsyragel, SiO2, (CAS-nr 63231-67-4) även känt som kiselgel, silikagel och aktiv kiselsyra, framställs genom att finmalen kiseldioxid blandas med vatten. Det består av hårda, glasklara eller mjölkaktiga mycket porösa korn med 5–15 % vattenhalt. Kornytan kan uppgå till 200–1200 m2 per gram ämne. 
Gelet är i allmänhet beständigt mot syror, med undantag för fluorvätesyra, och tål temperatur upp till 500 °C.
Utgångsmaterialet för kiselgel är en vattenglaslösning som behandlas med saltsyra eller svavelsyra under vissa koncentrations- och temperaturförhållande, samt pH-område.  Det efter 10–30 minuter utskiljda gelet behandlas med antingen en sur eller en basisk tvättningsprocess, varefter gelet intorkas till önskad vattenhalt genom pressning och därpå följande torkning vid 120–160 °C.  Den sura processen ger särskilt finkornigt gel.

## Användning
Industriellt används kiselsyragel för en lång rad olika ändamål där fukt och gaser ska samlas upp. Ett exempel är framställning av eteriska oljor enligt adsorptionsmetoden.
Det vanligaste användningsområdet är som torkmedel för att skydda till exempel elektroniska produkter under lagring och transport. Det används även för att kontrollera luftfuktigheten i museimontrar eller som kattsand, då kallad kristallsand eller kristallkattsand.
Ibland tillsätts andra ämnen, som med sin färg signalerar fuktupptagningsförmågan. Exempelvis blått, när det är torrt, och rött när det är blött. Andra ämnen signalerar med blågrönt respektive rosa.
När torkmedlet är mättat, kan det regenereras genom uppvärmning till cirka 120 °C i ventilerad ugn under minst 20 minuter.

### Mer vardaglig användning
Påsarna kan också användas för att torka upp annat, t.ex. fuktskadade mobiltelefoner eller lägg dem i en kartong med gamla foton för att bevara dessa bättre.